# Apolinar de Cáceres Gordo
Apolinar de Cáceres Gordo (Zarza de Granadilla, província de Càceres, 23 de juliol de 1890 - Barcelona, 28 de febrer de 1954) fou un magistrat. Va presidir l'Audiència Provincial de Girona entre els mesos d'abril de 1935 i juny del 1936.

## Biografia
Apolinar de Cáceres, fill de Daniel i Isabel, va estudiar les primeres lletres al seu municipi natal, Zarza de Granadilla. Va estudiar secundària a un centre privat de Plasència, que dirigia el llicenciat Juan Martínez. L'any 1904 va treure molt bones notes en Geografia general d'Europa (excel·lent) i en nocions d'Aritmètica i Geometria i Llengua Castellana (notable). L'any 1905 apareix com estudiant a l'Institut General i Tècnic de Càceres. I encara hi és el 1908. Va decidir estudiar la carrera de Magistrat. El 10 d'abril del 1916 va aprovar el primer exercici d'opositor a la Judicatura. El mes de febrer de 1918, estant a l'Audiència Territorial de Càceres, va ser habilitat a aspirant a la Judicatura, adscrit al jutjat d'Hervás, per poder actuar a Valencia de Alcántara.
El mes d'octubre de 1919, Cáceres, que era aspirant a la judicatura, va ser nomenat registrador interí de la Propietat a Chinchón (Madrid).
El mes de febrer de 1920 va ser nomenat registrador d'Alberic (València). El mes de març de 1920 va ser destinat com a jutge de primera instància a Molina de Aragón (província de Guadalajara). L'estiu de 1920 va ser nomenat seccretari de l'Audiència de Logronyo.
El mes de setembre de 1926 va ser destinat com a jutge als jutjats de primera instància de Bande (Ourense).
Abans d'aquest destí a Ourense, era secretari a l'Audiència de Sant Sebastià. Dos mesos més tard, novembre de 1926, va ser nomenat jutge al municipi de Berja (Almeria).
El mes de març del 1928 va deixar Berja en ser nomenat jutge de primera instància a Figueres (Girona). A la capital de l'Alt Empordà, l'any 1929, es va casar amb Dolors Fina Fernández, veïna de la ciutat.
En casar-se, el Col·legi d'Advocats de Figueres, companys de la cúria i funcionaris dels jutjats van obsequiar-lo amb un bastó de comandament i una placa.
L'any 1932, el matrimoni va tenir una filla, Maria de la Purificació, que va néixer el 26 de gener a Madrid. Ell va continuar com a jutge a Figueres.
El mes de gener del 1933, Cáceres va ser destinat com a magistrat a una Audiència extremenya, a la de Badajoz. Un any més tard va aconseguir per concurs, al qual va ser l'únic que es va presentar, la plaça de magistrat a l'Audiència Territorial de Càceres. Entremig havia fet de magistrat a l'Audiència de Logronyo.
El mes d'agost del 1934 va ser nomenat, en superar un concurs, magistrat de l'Audiència de Girona. Va prendre possessió el 17 d'agost. I ja va ocupar provisionalment la presidència, a causa del començament de les vacances d'estiu del president, Joaquín VilchesBurgos.
El mes d'abril del 1935 va ser nomenat president de l'Audiència gironina. Va prendre possessió del màxim càrrec judicial gironí el 8 d'abril. Seguidament es va presentar a les autoritats de la demarcació. Era el president en esclatar la Guerra Civil espanyola, el 18 de juliol de 1936. El 19 d'agost de 1936 va ser destituït, amb el seu consentiment.
Cáceres va marxar amb la família a l'Estartit (Girona). El van anar a buscar perquè anés a Barcelona, i ho va fer acompanyat de la seva dona, però no pas de la seva filla, que va anar al mas Molar, a Vilanant. El mes de setembre del 1936 es va decretar el seu reintegrament al cos judicial, a Barcelona mateix. Aquell mateix mes, un grup de persones armades que deien que eren membres del comitè d'investigació van voler-lo fer entrar en un cotxe per anar a fer unes diligències. Càceres, sospitant la situació, va aconseguir refugiar-se a la Conselleria d'Ordre Públic amb la seva dona. El mes de maig del 1937 va ser destinat a l'Audiència de Barcelona, però no va ocupar-la fins al primer de juliol del 1937.
El 1938 va ser nomenat magistrat de la Sala Segona Penal de Barcelona. El mateix mes d'abril de 1938 va ser inhabilitat temporalment per malaltia. Era a Figueres. El juny del 1938 va tornar a agafar una baixa per una colitis. El novembre del mateix any era una altra vegada a Figueres, al mas Molar de Vilanant. I no tornava a Barcelona. La seva absència va obligar a suspendre diversos
judicis de l'Audiència Provincial de Barcelona.
Acabada la Guerra Civil, va ser purgat i sancionat. Se li va obrir un expedient, arran d'una denúncia feta des del Govern Civil de Girona, encara que anava adreçada més contra la seva dona. Era una venjança personal. Segons l'informe: Era persona de ideas zquierdistas si bien protestaba de los asesinatos que por entonces se cometían. Por convicción o conveniencia adicto a la funesta Generalidad de Cataluña, a cuyas autoridades servía incondicionalmente. Es persona desordenada económicamente contra quien se trató de entablar el año 1936 alguna reclamación judicial por este motivo, arreglándose amistosamente el asunto por razón del cargo que ejercía de presidente de la Audiencia de esta capital. Su condición moral deja bastante que desear, estando desprestigiado por la conducta de su esposa, que es quien más le ha perjudicado. Aunque al principio fue perseguido por los rojos, más tarde estuvo actuando como magistrado en el inmoral Tribunal de Divorcios de la Audiencia de Barcelona, durante el período marxista en dicha capital.
El mes de maig del 1942 va ser nomenat magistrat de l'Audiència Territorial de Càceres.
Abans havia fet de magistrat a la d'Oviedo. Dos anys més tard, el 1944, va tornar a ser enviat a Barcelona, a l'Audiència Territorial, on va ocupar la Secció Segona. Entre els anys 1951 i 1952 va tornar a agafar la baixa per malaltia i es va quedar a Vilanant. Es va reintegrar a la feina el 26 de juliol del 1952. Va tornar a agafar la baixa l'octubre del 1953 i no va tornar fins al 16 de desembre.
Va morir a principi de 1954, a Barcelona. Segons es deia a La Vanguardia: Gozaba de generales simpatías entre sus compañeros y amigos por las singulares prendas que le adornaban y por su trato senzillo y afable. La filla, vídua d'Antonio Casamor d'Espona, viu a Barcelona.
El magistrat tenia un germà, Pompeyo, que va ser metge militar. Pompeyo de Cáceres Gordo va haver d'agafar moltes vegades la baixa perquè tenia la tuberculosi.